# 節孝祠
節孝祠是中國、朝鮮一種祭祀官方旌表節孝婦女的祠廟，有可能附設在孔廟等建築內或獨立建祠。而只要符合標準，不論存歿皆可入祀，只是入祀時已去世者之牌位稱為神位牌，還在世者是祿位牌。
昔時婦女要受到旌表，須有當地仕紳製作其履歷並附上相關人事的甘結，再層層向上彙轉。
臺灣現存節孝祠包括彰化節孝祠、臺南孔子廟節孝祠、宜蘭孔子廟節孝祠、澎湖天后宮節孝祠等，其中彰化節孝祠為現存唯一獨立建祠者。